# Ferrovia Losanna-Echallens-Bercher
La ferrovia Losanna-Echallens-Bercher (acronimo LEB) è una linea ferroviaria a scartamento metrico e a trazione elettrica del Canton Vaud in Svizzera.

## Storia
Le origini del collegamento su ferro tra Losanna ed Echallens ascendono al 1871 quando venne presentata una domanda di concessione per un rotabile stradale  a trazione ippica a via guidata con rotaia unica centrale. Il progetto non ottenne autorizzazione ma la concessione venne invece data alla società Chemin de fer Lausanne-Echallens per la costruzione di una ferrovia classica la cui costruzione ebbe inizio l'anno dopo, a dicembre del 1872.
La prima tratta tra Losanna (piazza Chauderon) e Cheseaux-sur-Lausanne entrò in funzione il 4 novembre 1873 con trazione a vapore e materiale rotabile ricuperato dalla vecchia ferrovia del Moncenisio smantellata in seguito all'apertura della Galleria del Moncenisio (Fréjus) tra Francia e Italia. Echallens venne raggiunta e collegata il 1º giugno 1874.
Nei primi anni la circolazione dei convogli tra Avenue d'Echallens (a Losanna) e Prilly era preceduta da un agente che, di giorno con una bandiera e di notte con una lanterna, camminando davanti al treno avvertiva i pedoni del pericolo.
Il tratto tra Echallens e Bercher venne invece costruito ed esercito da un'altra società, la Central Vaudois che lo inaugurò il 24 novembre 1889 ma a causa del traffico modesto questa si trovò presto in dissesto finanziario. Il 1º gennaio 1913 il tratto ferroviario venne rilevato e fuso con quello tra  Losanna ed Echallens dando luogo alla società LEB.
L'intera linea venne elettrificata nel 1936 a corrente continua alla tensione di 1500 volt; la tratta urbana di Losanna di Avenue d'Echallens e fino a Prilly fu alimentata alla tensione più bassa di 650 volt.
Nei primi anni novanta venne decisa la costruzione del tunnel fino al centro della città. Il 28 maggio 1995 il terminale di superficie Chauderon fu sostituito da una stazione sotterranea. Dal 28 maggio 2000 la linea venne prolungata fino a Losanna Flon.

## Caratteristiche
La ferrovia ha origine nel centro cittadino, a Losanna Flon, dalla stessa stazione della metropolitana M1 e M2 ricavata dalla trasformazione della ex ferrovia Losanna-Ouchy chiusa nel gennaio 2006. Il percorso dopo 500 metri a nord-ovest si innesta in un tunnel a doppio binario per la stazione Chauderon, comune alla metropolitana; dopo la linea diventa a binario unico. L'estremità del tunnel viene raggiunta dopo 988 metri dopodiché una ripida rampa del 60 per mille porta la linea in superficie.

### Percorso

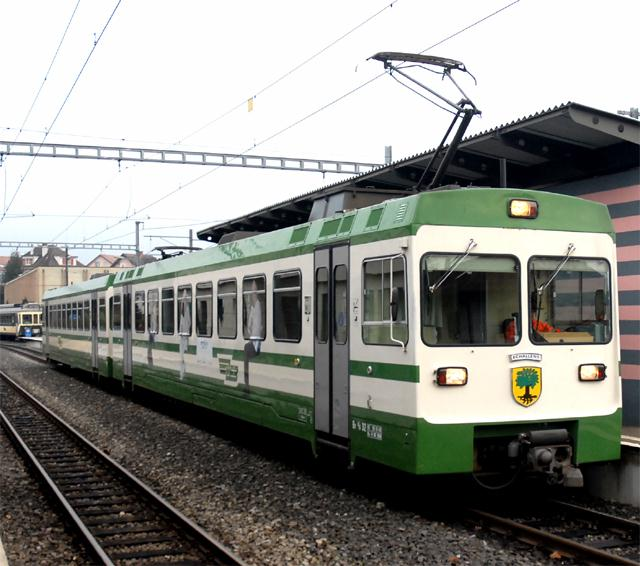
Treno della LEB alla stazione di Echallens

| Unknown route-map component "tKBHFa" |

| Unknown route-map component "tSTR" |

| Unknown route-map component "tBHF" |

| Unknown route-map component "tSTRe" |

| Stop on track |

| Stop on track |

| Stop on track |

| Stop on track |

| Station on track |

| Stop on track |

| Station on track |

| Stop on track |

| Stop on track |

| Station on track |

| Stop on track |

| Stop on track |

| Station on track |

| Station on track |

| Stop on track |

| Stop on track |

| Station on track |

| Stop on track |

| End station |